# Покомо
Поко́мо (кипокомо, малачини; Pokomo) — небольшой народ банту в Кении.

## Территория, численность и субэтносы
Люди покомо проживают как на побережье Индийского океана в устье, так и по всему течению реки Тана внутри материка, где их соседями являются представители народов миджикенда, в частности, гирьяма и диго, которые оказали значительное влияние как на культуру и язык, так и на быт покомо.
По численности людей в покомо существуют различные взгляды, которые отличаются, в первую очередь, охватом подсчетам всего этноса, или только отдельных его частей, например, только нижних покомо. Оценочно на конец 1990-х — середину 2000-х численность покомо составляет около 50 тыс. чел.
Очень часто народ покомо разделяют на покомо нижних (около 29 тыс. чел.) и покомо верхних (около 34 тыс. чел.) в зависимости от течения р. Тана.

## Хозяйство и общество
Традиционные занятия покомо — земледелие и рыбная ловля. Основные сельскохозяйственные культуры — рис и кукуруза.
Покомо страдают от наводнений во время разлива р. Тана в дождливый сезон. Развито строительство лодок.
Основой социальной структуры является сельская община. Совет старейшин (Гаса / Gasa) является органом, где решаются основные споры имущественного (земельного) и личного (семейные) характера.
Люди покомо живут в поселках. Их хижины сделаны из ила и глины, обычно круглые в плане. Основой рациона является кукуруза, манго, мясо и рис.

## Язык и религия
Люди покомо говорят отдельным языком покомо, который помимо влияния со стороны языков миджикенда, испытывает значительное влияние со стороны языка суахили.
Среди покомо около 3/4 населения владеет языком суахили. Уровень неграмотности достигал 50—60 % в 1990-е годы.
По вероисповеданию покомо нижние — христиане и сторонники традиционных культов; покомо верхние — преимущественно мусульмане.

## Культура
Покомо известны как искусные танцоры. К традиционным танцам относятся: Kithoko, Mwaribe, Miri. Развитый церемониальный фольклор. Переход в группу взрослых традиционно сопровождался инициациями.
Народная песня покомо послужила музыкальной основой национального гимна Кении.